# MAM
MAM (тур. Mikro Akıllı Mühimmat — рус. Умные Микро Боеприпасы) — производимые турецкой компанией Roketsan высокоточные планирующие малогабаритные боеприпасы (бомбы) с лазерной полуактивной головкой самонаведения. Разработаны для использования с БПЛА и лёгкой авиацией, где минимальная полезная нагрузка является критической потребностью. Существуют три версии снаряда - MAM-C, MAM-L и MAM-T.
Боезаряды MAM активно применялись во время столкновений в Нагорном Карабахе в сентябре 2020 года, при помощи турецких ударных беспилотников Bayraktar TB2.

## Модификации
|                   | MAM-C                                                                                              | MAM-L                                                                                     | MAM-T                                                 |
| ----------------- | -------------------------------------------------------------------------------------------------- | ----------------------------------------------------------------------------------------- | ----------------------------------------------------- |
| Диаметр           | 70 мм (2,8 ″)                                                                                      | 160 мм (6,3 ″)                                                                            | 230 мм (9,1 ″)                                        |
| Длина             | 970 мм                                                                                             | 1 м                                                                                       | 1.4 м                                                 |
| Вес               | 6.5 кг                                                                                             | 22 кг                                                                                     | 94 кг                                                 |
| Дальность         | 8 км                                                                                               | 15 км                                                                                     | 30+ км (БПЛА) 60+ км (штурмовик) 80+ км (истребитель) |
| Наведение         | Полуактивный лазер                                                                                 | Полуактивный лазер                                                                        | Полуактивный лазер GPS/INS                            |
| Боеголовки        | - Многоцелевая боевая часть (осколочно-фугасная, зажигательная и бронебойная) - Осколочно-фугасная | - Тандемная. Эффективна против динамической защиты - Осколочно-фугасная - Термобарическая | - Осколочно-фугасная                                  |

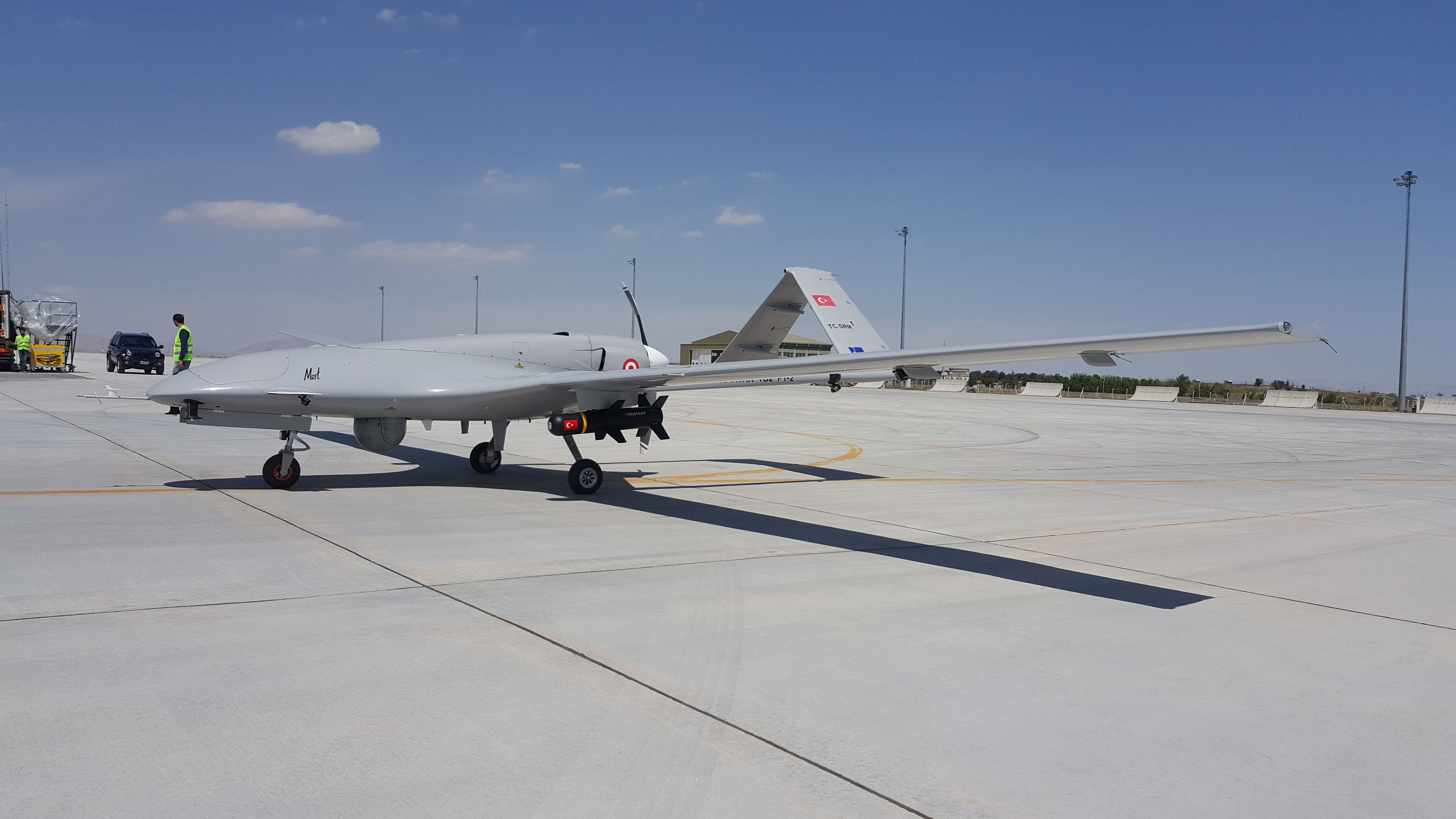
Bayraktar TB2 с подвешенными MAM-L

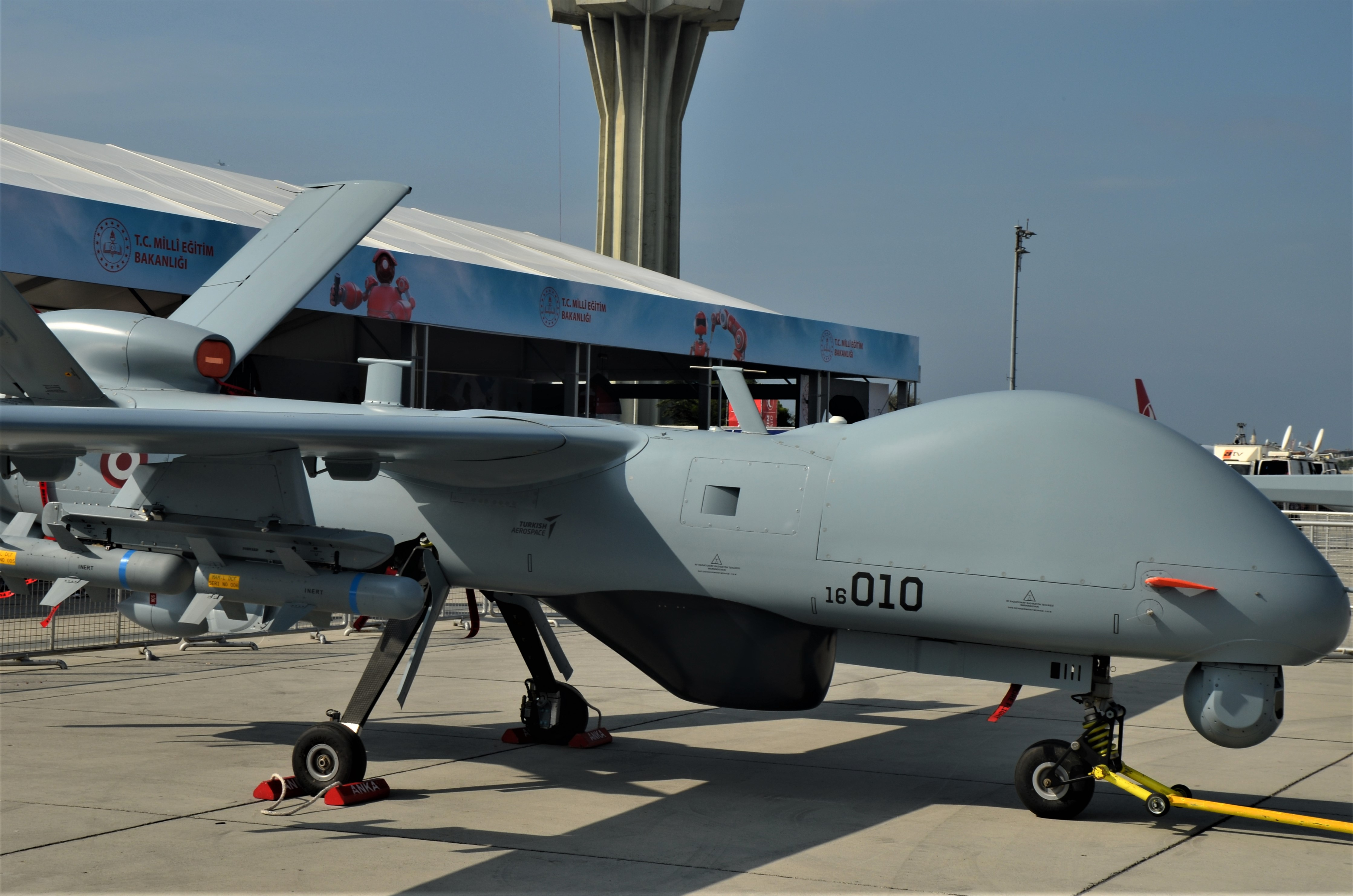
TAI Anka с подвешенными MAM-L

| Взрыватель        | | - Контактный - Неконтактный                                                               |                                                       |
| Носители          | БПЛА и штурмовики                                                                                  | БПЛА и штурмовики                                                                         | БПЛА, штурмовики и истребители                        |
| Создана на основе | Roketsan Cirit                                                                                     | Roketsan L-UMTAS                                                                          | Roketsan TRG-230                                      |
| Производитель     | Roketsan                                                                                           | Roketsan                                                                                  | Roketsan                                              |